# Ernst Akmar
Ernst Teodor Akmar, född 7 september 1877 i Åtvids församling, Östergötland, död 10 december 1957 i Uppsala, var en svensk egyptolog.
Akmar var son till kvarnägaren Johan Alfred Andersson och hans hustru Hilma Sofia Gustavsdotter. Han tog studenten i Linköping 1896 och fil.kand.-examen 1899 och fil.lic.-examen 1903 vid Uppsala universitet.
Akmar blev filosofie doktor i Uppsala 1904 och var docent i egyptiska språket 1904–1917 samt 1924–1942. Vid Karl Piehls död 1904 övertog Akmar redigerandet av den av denne grundade egyptologtidskriften Sphinx och publicerade här intill tidskriftens upphörande 1925 ett stort antal egyptologiska artiklar.